# Gabriela Konevska-Trajkovska
Gabriela Konevska-Trajkovska (transliteración de Габриела Конеска-Трајковска, nacida Konevska) (29 de mayo de 1971-10 de febrero de 2010) fue una política macedonia quién sirvió como vice primera ministra del país para Asuntos europeos entre 2006 y 2008.
Nació en Skopie en 1971. Trabajó como asesora política en la coordinación especial de Pacto de Estabilidad para Europa Oriental del sur. También sirvió como presidenta de la ONG Transparencia Macedonia, en la cual trabajó para luchar corrupción en Macedonia.
En 2006, fue nombrada viceprimera ministra para Asuntos europeos, centrando en una potencial adhesión de Macedonia a la Unión Europea.
Ella y su marido Goran Trajkovski tuvieron una hija, que tenía tres años al momento de su fallecimiento.
Gabriela Konevska-Trajkovska falleció en Skopie el 10 de febrero de 2010, a los 38 años después de una enfermedad larga. Está enterrada en el Butel cementerio de la ciudad de Skopie.